# Epistephium amplexicaule
Epistephium amplexicaule är en orkidéart som först beskrevs av Hipólito Ruiz López och Pav., och fick sitt nu gällande namn av Eduard Friedrich Poeppig och Stephan Ladislaus Endlicher. Epistephium amplexicaule ingår i släktet Epistephium och familjen orkidéer. Inga underarter finns listade i Catalogue of Life.